# 문관철
문관철(1960년 4월 27일 ~ )은 대한민국의 가수, 작사가, 작곡가, 기업가이다.

## 생애

### 음악 활동
본관은 남평이며 경상남도 마산에서 출생하였고 지난날 한때 경상남도 창원에서 잠시 유아기를 보낸 적이 있으며 훗날 서울에서 성장하였다. 1981년 "국풍가요제"에서 록 음악 밴드 시나브로의 보컬리스트 겸 기타리스트로 참가, 같은 밴드의 기타리스트 안지홍의 자작곡인 《을지문덕》이라는 곡으로 연주상을 수상하여 첫 데뷔했고 이어 같은 해에 "MBC 대학가요제"에서 록 음악 밴드 "시나브로"의 보컬리스트로 참가하여 같은 밴드의 기타리스트 안지홍의 자작곡인 《안개》라는 창작곡으로 동상을 수상하였다. 1987년에는 《문관철 1집》을 발표하여 솔로 가수 데뷔하였다.

### 소속
- D&G Telecom 사장

### 학력
- 배재고등학교 졸업
- 경희대학교 전자공학과 학사

### 주요 활동
1987년에는 《문관철 1집》을 발표하여 솔로 가수 데뷔하였다. 가수 김현식의 《비처럼 음악처럼》이라는 곡을 원래 원곡으로 부르려 한 가수가 바로 문관철 자신이었는데 《비처럼 음악처럼》이라는 그 곡의 작사 및 작곡자인 박성식(현재 재즈 록 음악 그룹 "빛과 소금"의 구성원)이 우연찮게 김현식의 가창력을 듣고 《비처럼 음악처럼》이라는 곡을 원곡으로 불러야 할 가수가 김현식으로 변경되었다는 일화가 있다. 결국 《비처럼 음악처럼》이라는 곡은 1986년 김현식이 《김현식 3집》 음반 오리지널 수록곡으로 불렀고 이듬해 1987년 문관철이 《문관철 1집》에 리메이크로 수록하여 불렀으며 싱어송라이터 유재하의 자작곡으로 가수 이문세가 오리지널로 부른 《그대와 영원히》라는 곡도 《문관철 1집》에 리메이크로 불러 수록하였다. 또한 《문관철 1집》 수록곡이고 데뷔 초기에 록 음악 밴드 "시나브로"에서 함께 활동했던 싱어송라이터 겸 음반 프로듀서 안지홍의 자작곡이며 문관철이 오리지널로 부른 《오페라(Opera)》라는 곡은 훗날 가수 김장훈이 리메이크하여 당대 인기리의 공전 히트를 다시 기록하였다. 이듬해 1988년 《문관철 2집》을 발표하였는데 이 음반에 수록된 싱어송라이터 이승희의 자작곡 《다시 처음이라오》라는 곡은 나중에 가수 김현식이 1990년 11월 1일 병사 후 1996년 발표된 김현식 유작 음반인 《김현식 7집》에 리메이크 수록되었다. 한편 문관철은 1993년 《문관철 3집》 발표하였고 이후 사업가로도 변신하여 D&G Telecom 사장이 되었다. 그렇게 사업에 전념하다가 2011년 《문관철 4집(프로듀서: 박광현)》을 발표하여 가수 활동을 재개하였다.

### 음반
- 1집 《잃어버린 시간을 찾아서》(1987)
- 2집 《다시 처음이라오.》(1990)
- 3집 《어쩌란 말입니까》(1993)
- 4집 《Boot From Memory》(2011)

## 같이 보기
- 박광현
- 안지홍